# Ljusegöl (Målilla socken, Småland)
Ljusegöl är en sjö i Hultsfreds kommun i Småland och ingår i Emåns huvudavrinningsområde.